# جورج أبيا
جورج أبيا (بالإنجليزية: George Appiah)‏ هو لاعب كرة قدم غاني، ولد في 13 أغسطس 1989 في غانا. شارك مع منتخب غانا لكرة القدم. أما مع النوادي، فقد لعب مع Power F.C. ‏.